# Corte Internacional de Justicia

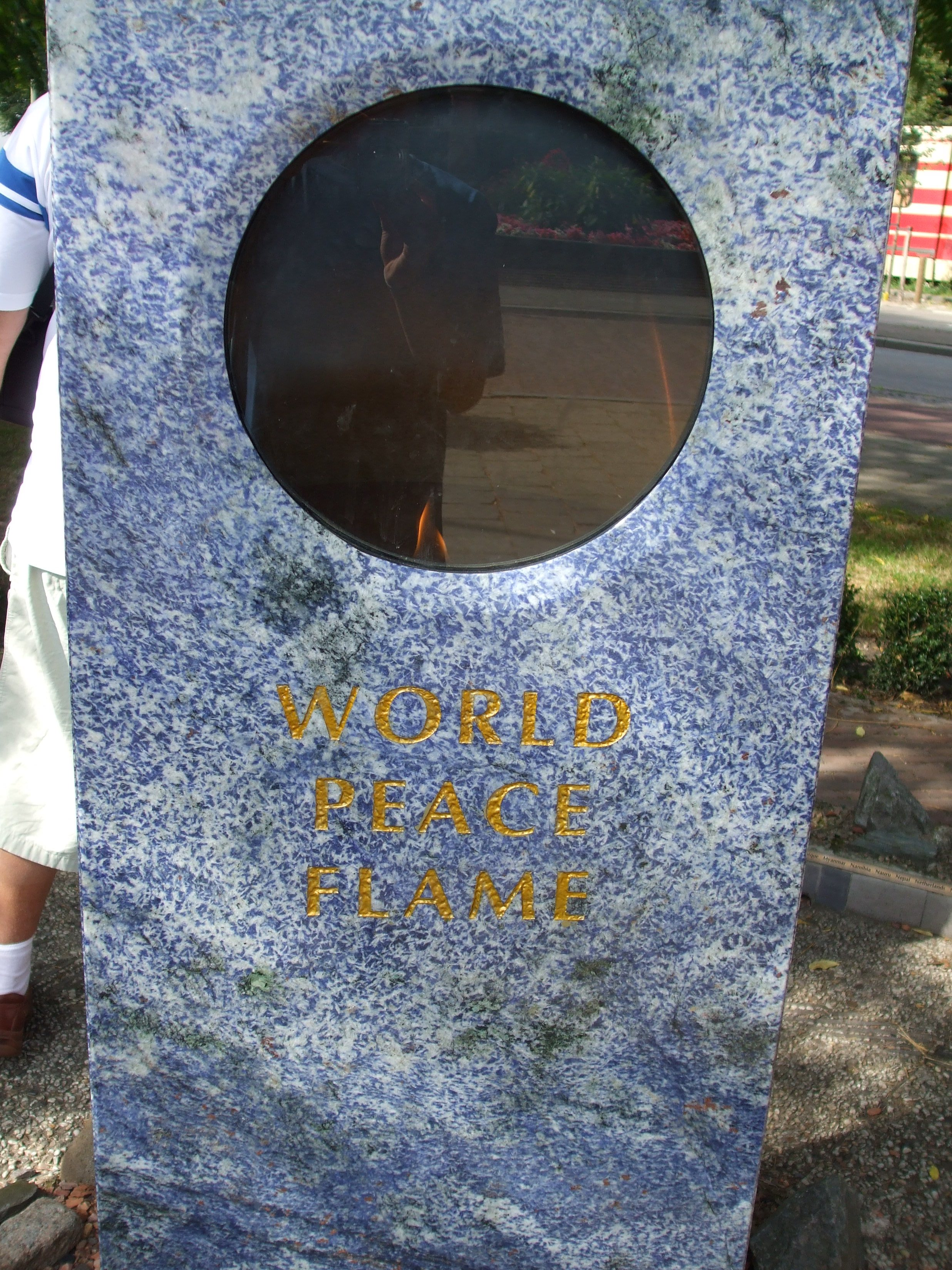
Llama de la Paz Mundial, junto al Palacio de la Paz.

La Corte Internacional de Justicia (CIJ) o Tribunal Internacional de Justicia (TIJ) es el principal órgano judicial de las Naciones Unidas. Fue establecida en 1945 en La Haya (Países Bajos), siendo la continuadora, a partir de 1946, de la Corte Permanente de Justicia Internacional.
Sus funciones principales son resolver por medio de sentencias las disputas que le sometan los Estados (procedimiento contencioso) y emitir dictámenes u opiniones consultivas para dar respuesta a cualquier cuestión jurídica que le sea planteada por la Asamblea General o el Consejo de Seguridad, o por las agencias especializadas que hayan sido autorizadas por la Asamblea General de acuerdo con la Carta de las Naciones Unidas (procedimiento consultivo). El Estatuto de la Corte Internacional de Justicia forma parte integral de dicha Carta, situada en su capítulo XIV. En virtud del artículo 30 del Estatuto, la Corte adoptó el 14 de abril de 1978 un reglamento mediante el cual se determinó la manera de ejercer sus funciones y, en particular, sus reglas de procedimiento.
Los idiomas oficiales de la corte son: el francés y el inglés.
El Tribunal Internacional de Justicia funciona en La Haya (Países Bajos) desde 1946, es un órgano judicial establecido por la Carta de Naciones Unidas firmada en 1945, está integrada por 15 jueces quienes deben resolver las controversias jurídicas entre Estados que estén bajo su jurisdicción (de conformidad con el derecho internacional). La constitución de este organismo se fundamenta en la conciliación pacífica de las discusiones acontecidas en materia Internacional, por lo que, rige bajo el ordenamiento jurídico establecido en el artículo 33 de la Carta de Naciones Unidas, donde se disponen diferentes mecanismos de concertación, ante posibles situaciones donde pueda ponerse en riesgo la armonía y la estabilidad de las relaciones internacionales.

## Procedimientos ante el Tribunal
Existen dos tipos de procedimientos dentro de la CIJ: el contencioso (para disputas entre Estados) y el consultivo (para aclaraciones jurídicas a órganos de la ONU).
Pueden recurrir a la Corte de justicia, en materia contenciosa, todos los Estados que sean parte en su Estatuto, lo que incluye automáticamente a todos los Miembros de las Naciones Unidas. Un Estado que no sea Miembro de las Naciones Unidas puede llegar a ser parte en el Estatuto de la Corte en las condiciones que en cada caso determine la Asamblea General, por recomendación del Consejo de Seguridad. Otros Estados, no Miembros de las Naciones Unidas y no partes en el Estatuto, pueden encomendarle casos en las condiciones que establezca el Consejo de Seguridad según la Resolución 9 del 15 de octubre de 1946. Además, el Consejo puede recomendar que un litigio se remita al Tribunal. 
Tanto la Asamblea General como el Consejo de Seguridad pueden solicitar una opinión consultiva de la Corte sobre cualquier cuestión jurídica. Otros órganos de las Naciones Unidas y los organismos especializados, con autorización de la Asamblea General, pueden solicitar opiniones consultivas sobre cuestiones jurídicas que correspondan al ámbito de sus actividades y disputas.
Ninguna persona individual, física o jurídica, podrá recurrir a la Corte, ni en la vía contenciosa ni en la consultiva.

### Procedimiento contencioso: sentencias
Solamente los Estados pueden ser parte en los asuntos contenciosos planteados al Tribunal Internacional de Justicia. Además necesitan demostrar su ius standi (interés) para acudir a juicio.  La jurisdicción de la Corte está limitada a los asuntos en los que ambas partes han sometido su disputa a la Corte. Cada parte debe cumplir las obligaciones que le incumban como consecuencia del juicio emitido por la Corte, el Consejo de Seguridad puede ser invitado a «hacer recomendaciones o decidir sobre medidas» si así lo estima pertinente.
En la práctica, los poderes de la Corte se han visto limitados, por carecer del poder de imperium o el poder de hacer ejecutar la sentencia o resolución dictada por el tribunal internacional, siendo que, la única manera viable que se ha encontrado y se suele aplicar, ante los incumplimientos de las resoluciones por parte de Estados condenados, es la imposición de multas, sanciones diversas a nivel internacional como ser: limitaciones al cupo de importación o exportación, denegación de acceso a financiamiento internacional, restricciones de comercio internacional, bloqueo comercial en general y/o hasta militar en casos de suma gravedad, siempre con el objetivo de intentar revertir la postura indiferente del estado incumplidor, llevándolo a la necesidad de tener que cumplir para poder liberarse de dichas restricciones. Aun así, el desgano de gran parte de los Estados condenados por los tribunales internacionales, o bien, por la imposibilidad del Consejo de Seguridad para imponer las sanciones como consecuencias del juicio, especialmente si el fallo va contra los intereses de alguno de los cinco países miembros del Consejo de Seguridad, que tienen poder del veto sobre cualquier decisión tomada.
Sin embargo, en lo que concierne a las partes, un juicio del Tribunal es vinculante, final y sin posibilidad de apelación, como consecuencia de la firma de la Carta de las Naciones Unidas, cada Estado Miembro de las Naciones Unidas se compromete automáticamente a obedecer cualquier sentencia de la Corte Internacional de Justicia, en asuntos en el cual sea parte. Asimismo, la Carta de las Naciones Unidas, contempla en su Artículo 94 párrafo segundo, la posibilidad de los Estados frente al incumplimiento de una resolución de la Corte de recurrir al Consejo de Seguridad, el cual, tiene la potestad de efectuar recomendaciones o dictar medidas con el fin de hacer cumplir lo fallado por parte de la Corte en el caso particular.
Por ejemplo, los Estados Unidos habían aceptado previamente la jurisdicción obligatoria de la Corte desde su creación en 1946, pero retiró su aceptación tras el juicio de 1984 que compelió a los Estados Unidos a «cesar y abstenerse» del «uso ilegal de la fuerza» contra el gobierno de Nicaragua. La Corte afirmó que los Estados Unidos se encontraban incursos «en una infracción de su obligación bajo el Derecho internacional consuetudinario de abstención del uso de la fuerza contra otro Estado» y le fue ordenado pagar compensaciones, aunque nunca cumplió su obligación.
A través de sus fallos, la Corte determina el alcance de los derechos y obligaciones de las partes en las controversias, a la vez se identifica, desde una perspectiva más general, el contenido y la correcta interpretación de la normatividad internacional. Estos fallos se toman por mayoría de votos de los magistrados presentes y, en caso de empate, decidirá el voto del Presidente.
Los fallos solo son obligatorios para las partes en conflicto y respecto del caso que ha sido decidido. Asimismo, este será definitivo e inapelable, pero en caso de desacuerdo sobre su sentido o alcance, la Corte podrá interpretarlo a solicitud de cualquiera de las partes; esto no significa que se cambiará la sustancia de la resolución. Por otro lado, la revisión del fallo del Tribunal solo puede pedirse cuando la solicitud esté fundada en el descubrimiento de un hecho que pueda ser factor decisivo y que, al pronunciarse el fallo, hubiere sido desconocido por la Corte y de la parte que pide su revisión, siempre que ello no se deba a negligencia de la parte que la pidió. Los fallos de la Corte pueden contener disposiciones de diversa naturaleza, y pueden tener carácter declarativo, en el cual no implica, necesariamente, que los Estados parte en la controversia no deban posteriormente efectuar acciones específicas para darle efectividad a lo resuelto; o un carácter prescriptivo en el cual se ordenan acciones específicas, ya sea de hacer o no hacer a una o ambas partes en la controversia. Cabe destacar que la Corte no tiene dentro de sus competencias la tarea de verificar la efectiva ejecución de sus fallos por parte de los Estados. Por lo que le corresponde a las partes en el litigio cumplir sus obligaciones internacionales dándole efectividad al fallo conforme a los términos dispuesto por la Corte. Estas obligaciones se le atribuyen directamente al Estado y no a sus diversos órganos o subdivisiones que pudieran haber generado la controversia. Sin embargo, en sus fallos la Corte podrá ordenar algunas medidas específicas en las que se haga referencia a estos órganos o subdivisiones.
En caso de que un Estado incumpla con lo dispuesto en un fallo de la Corte, la otra parte en la controversia tendrá el derecho de recurrir al Consejo de Seguridad, pero no estará obligado a hacerlo si así lo considera.
Puede darse el caso que el Estado en cuestión prefiera dejar de lado lo dispuesto por la Corte en su fallo e inicie negociaciones directas con el otro Estado y finalmente lleguen a un acuerdo cuyo contenido difiera de lo resuelto por ésta. Ello no significa que el fallo pierda su carácter obligatorio.
La Carta únicamente atribuye a la parte en el litigio la posibilidad de acudir al Consejo de Seguridad para exigir a la otra parte el cumplimiento de las obligaciones derivadas del fallo. Con ello se otorga un carácter excluyente a este mecanismo, ya que ningún otro Estado, ni órgano de Naciones Unidas, podrá activar este mecanismo a fin de que el Consejo de Seguridad pueda asumir competencia sobre el particular.

### Procedimiento consultivo: dictámenes
Los dictámenes o consultivas son realizadas en una función de la Corte que solo está abierta a ciertos organismos y agencias de las Naciones Unidas. Al recibir una consulta, el Tribunal decide acerca de qué Estados y organizaciones pueden proporcionar información útil y les da la oportunidad de presentar declaración de forma oral o escrita. El procedimiento consultivo de la Corte está diseñado con base en el procedimiento contencioso y por lo tanto las fuentes de derecho aplicables son las mismas en ambos procedimientos. A menos que se haya pactado que el fallo sea vinculante, en principio los dictámenes de la Corte son de carácter consultivo y por lo tanto no son vinculantes para las partes que los solicitan. Sin embargo, ciertas normas o instrumentos pueden adelantar a las partes que la opinión resultante será vinculante.
El Tribunal tiene la facultad de emitir opiniones consultivas, pero no está obligada a responder las solicitudes de opiniones consultivas, aun cuando se hayan cubierto los requisitos que respalden su competencia consultiva. Para ejercer con discreción esa función judicial, la Corte tiene en cuenta consideraciones de carácter fáctico, normativo e incluso político; todas esas variables confluyen en una cuestión principal: salvaguardar la integridad y la independencia de la Corte como un tribunal de justicia. Esto ha establecido una especie de obligación prima facie de cooperar con los entes autorizados para plantear cuestiones jurídicas y de esa forma participar en las actividades de la Organización, a menos de que existan razones decisivas para negarse a responder. La Asamblea General ha solicitado opiniones de la Corte en relación con numerosos asuntos que han sido examinados por la Corte, mientras que el Consejo de Seguridad solo lo ha hecho una vez  La Corte ha recibido también solicitudes de otros órganos u organismos de Naciones Unidas autorizados por la Asamblea General para plantear cuestiones jurídicas que surjan dentro del ámbito de sus  actividades, como la Organización Mundial de la Salud, la UNESCO, la Organización Marítima Internacional y el Consejo Económico y Social.

## Casos notables
Algunos ejemplos de asuntos puestos en consideración de la Corte Internacional de Justicia:
- Personal diplomático y consular de los Estados Unidos en Teherán (Estados Unidos contra Irán) (Año 1979).
- Solicitud de revisión e interpretación del fallo de 24 de febrero de 1982 en la causa relativa a la plataforma continental. Túnez y la Jamahiriya Árabe Libia (Año 1984).
- Delimitación de la frontera marítima en la región del Golfo de Maine (Año 1981).
- Haya de la Torre Colombia contra Perú (Año 1950).
- Fábricas de celulosas en el Río Uruguay (Año 2005).
- Solicitud de interpretación del fallo de 15 de junio de 1962 en el caso relativo al templo de Preah Vihear (Camboya contra Tailandia) (Año 2011).
- Controversia Territorial y Delimitación Marítima Colombia contra Nicaragua (Año 2001).
- Controversia Marítima Chile Contra Perú (Año 2008).
- Controversia por la obligación de negociar acceso al Océano Pacífico entre Bolivia y Chile (Año 2013).

Ejemplos de dictámenes:
- El Dictamen de la Corte Internacional de Justicia de 8 de julio de 1996 sobre la legalidad de la amenaza o el empleo de armas nucleares.
- El Dictamen de la Corte Internacional de Justicia de 9 de julio de 2004 sobre las consecuencias jurídicas de la construcción de un muro en el territorio palestino ocupado.

## Magistrados
El tribunal está integrado por 15 magistrados elegidos por la Asamblea General y el Consejo de Seguridad, en votaciones democráticas. Se los elige por sus méritos y si fallece en funciones se buscará que sea de la misma nacionalidad, y se intenta que estén representados en la Corte los principales sistemas jurídicos del mundo. No puede haber dos magistrados que sean nacionales de un mismo Estado. Los magistrados cumplen mandatos de nueve años y pueden ser reelegidos. No pueden dedicarse a ninguna otra ocupación mientras dure su mandato. No pueden tampoco participar en la decisión de ningún asunto en que hayan intervenido anteriormente como agentes, consejeros o abogados de cualquiera de las partes, o como miembros de un tribunal nacional o internacional o de una comisión investigadora, o en cualquier otra calidad. Un tercio de la Corte es elegido cada tres años. Cada uno de los cinco miembros permanentes del Consejo de Seguridad (los Estados Unidos, Francia, el Reino Unido, la República Popular de China y Rusia) ha tenido casi siempre un juez en la CIJ, por tradición diplomática y no por obligación jurídica.
La elección se realiza a través de un régimen de doble escrutinio. Para que una persona sea elegida para integrar la Corte, es necesario que haya contado con una mayoría absoluta de votos en la Asamblea General de las Naciones Unidas y en el Consejo de Seguridad.
En 1889 se creó la Corte Permanente de Arbitraje, que es una lista de nombres, cuatro propuestos por cada Estado, de la cual pueden las partes en un conflicto escoger árbitros. 
Por lo común, la Corte celebra sesiones plenarias, pero también puede constituir unidades más pequeñas, denominadas «salas», cuando las partes lo soliciten. Las decisiones sometidas al Tribunal se deciden por la mayoría de los jueces presentes pero las sentencias dictadas por las salas se consideran dictadas por la Corte en pleno. La Corte ha constituido además una Sala de Asuntos Ambientales.

### Juramento
Los magistrados deben realizar, en la primera audiencia pública en la que el miembro del Tribunal esté presente, el siguiente juramento o declaración solemne:

«Declaro solemnemente que cumpliré mis deberes y ejerceré mis atribuciones de juez, honrada y fielmente, con absoluta imparcialidad y con toda conciencia».

### Presidentes
| #  | Presidente                    | Inicio | Fin  |
| -- | ----------------------------- | ------ | ---- |
| 1  | José Gustavo Guerrero         | 1946   | 1949 |
| 2  | Jules Basdevant               | 1949   | 1952 |
| 3  | Arnold McNair                 | 1952   | 1955 |
| 4  | Green Hackworth               | 1955   | 1958 |
| 5  | Helge Klæstad                 | 1958   | 1961 |
| 6  | Bohdan Winiarski              | 1961   | 1964 |
| 7  | Percy Spender                 | 1964   | 1967 |
| 8  | José Luis Bustamante y Rivero | 1967   | 1970 |
| 9  | Muhammad Zafarullah Khan      | 1970   | 1973 |
| 10 | Manfred Lachs                 | 1973   | 1976 |
| 11 | Eduardo Jiménez de Aréchaga   | 1976   | 1979 |
| 12 | Humphrey Waldock              | 1979   | 1981 |
| 13 | Taslim Elias                  | 1982   | 1985 |
| 14 | Nagendra Singh                | 1985   | 1988 |
| 15 | José María Ruda               | 1988   | 1991 |
| 16 | Robert Jennings               | 1991   | 1994 |
| 17 | Mohammed Bedjaoui             | 1994   | 1997 |
| 18 | Stephen Schwebel              | 1997   | 2000 |
| 19 | Gilbert Guillaume             | 2000   | 2003 |
| 20 | Shi Jiuyong                   | 2003   | 2006 |
| 21 | Rosalyn Higgins               | 2006   | 2009 |
| 22 | Hisashi Owada                 | 2009   | 2012 |
| 23 | Peter Tomka                   | 2012   | 2015 |
| 24 | Ronny Abraham                 | 2015   | 2018 |
| 25 | Abdulqawi Ahmed Yusuf         | 2018   | 2021 |
| 26 | Joan Donoghue                 | 2021   | 2024 |
| 27 | Nawaf Salam                   | 2024   | 2025 |
| 28 | Yuji Iwasawa                  | 2025   | 2027 |

### Composición actual
La composición de la Corte Internacional de Justicia al 3 de octubre de 2021 es la siguiente:
| Nombre                        | País de procedencia | Cargo          | Fecha de nombramiento | Fecha de salida |
| ----------------------------- | ------------------- | -------------- | --------------------- | --------------- |
| Yuji Iwasawa                  |                     | Presidente     | 2025                  |                 |
| Julia Sebutinde               |                     | Vicepresidenta | 2024                  |                 |
| Peter Tomka                   | Eslovaquia          | Miembros       | 2003                  | 2024            |
| Ronny Abraham                 | Francia             | Miembros       | 2005                  | 2027            |
| Mohamed Bennouna              | Marruecos           | Miembros       | 2006                  | 2024            |
| Abdulqawi Ahmed Yusuf         | Somalia             | Miembros       | 2009                  | 2027            |
| Xue Hanqin                    | China               | Miembros       | 2010                  | 2024            |
| Dalveer Bhandari              | India               | Miembros       | 2012                  | 2024            |
| Patrick Lipton Robinson       | Jamaica             | Miembros       | 2015                  | 2024            |
| Yuji Iwasawa                  | Japón               | Miembros       | 2018                  | 2030            |
| Georg Nolte                   | Alemania            | Miembros       | 2021                  | 2030            |
| Hilary Charlesworth           | Australia           | Miembros       | 2021                  | 2024            |
| Leonardo Nemer Caldeira Brant | Brasil              | Miembros       | 2022                  | 2027            |

## Jurisprudencia
La jurisprudencia internacional no es una fuente del Derecho, es decir, no crea derecho, sino que es solo un «medio auxiliar para la determinación de las reglas de derecho» (art. 38, 1, d) del Estatuto de la CIJ). Los dictámenes, junto con las decisiones en asuntos contenciosos, forman parte de esta jurisprudencia internacional, que tiene como principal función la de servir como elemento de interpretación del Derecho Internacional. La CIJ ha hecho en la práctica un uso indistinto como precedentes de sus dictámenes y sentencias, tratando a ambos tipos de resoluciones en pie de igualdad. Ambas, por tanto, son igualmente jurisprudencia. Ello se producía ya en la Corte Permanente de Justicia Internacional, que también podía dictar tanto dictámenes como sentencias.

## Limitaciones de la acción del Tribunal
Desde su creación el tribunal se ha mantenido al margen de los grandes conflictos entre Estados, los más sensibles políticamente, porque los Estados no los han llevado ante el Tribunal Penal Internacional. Su acción se ha limitado a conflictos menores. En ocasiones la Corte ha tenido un papel disuasivo, de forma que los estados en conflicto han acabado para llegar a un acuerdo: este fue el caso del procedimiento sobre Ciertas tierras con fosfatos en Nauru que enfrentó a Nauru y Australia en 1989 y que finalmente se resolvió en 1993 al desistir ambas partes de continuar el proceso. Durante la década de 1970, muchos estados se negaron a comparecer ante la Corte Internacional de Justicia y otros retiraron su declaración voluntaria sobre la jurisdicción obligatoria después de que se produjeran decisiones desfavorables a sus intereses, como fue por ejemplo el caso de Francia en 1974 después de los casos sobre los ensayos nucleares planteados por Australia y Nueva Zelanda o de los Estados Unidos lo 1986 después de la resolución del caso de las actividades militares y paramilitares a Nicaragua.
La Corte Internacional de Justicia no es el único medio de resolución pacífica de las controversias que hay a disposición de los Estados, el artículo 33 de la Carta de las Naciones Unidas enumera otros: Las partes en cualquier controversia la continuación de la cual sea susceptible de poner en peligro el mantenimiento de la paz y de la seguridad internacionales tendrán que buscar solución, en primer lugar, mediante negociación, encuesta, mediación, conciliación, arbitraje, arreglo judicial, recurso a organismos o acuerdos regionales o cualquier otro medio pacífico que escojan.
La proliferación de órganos judiciales internacionales también ha contribuido a limitar el campo de acción de la Corte Internacional de Justicia. Podemos citar el Tribunal Internacional del Derecho del Mar, creado por la Convención de las Naciones Unidas sobre el Derecho del Mar de 1982 firmada en Montego Bay (Jamaica) el 10 de diciembre, que incide directamente sobre las competencias de la Corte en cuanto a la delimitación marítima. La creación de tribunales específicos como el Tribunal Penal Internacional para la antigua Yugoslavia creado en 1993 o Tribunal Penal Internacional para Ruanda creado en 1994 y el inicio de las actividades en 2002 de la Corte Penal Internacional (CPI) también puede introducir conflictos de competencia.